# Бозит
Бозит (фр. Beausite) насеље је и општина у североисточној Француској у региону Лорена, у департману Меза која припада префектури Бар ле Дик.
По подацима из 2011. године у општини је живело 268 становника, а густина насељености је износила 10,55 становника/km². Општина се простире на површини од 25,41 km². Налази се на средњој надморској висини од 235 метара (максималној 336 m, а минималној 219 m).

## Демографија
| 1962. | 1968. | 1975. | 1982. | 1990. | 1999. | 2011. |
| ----- | ----- | ----- | ----- | ----- | ----- | ----- |
| 478   | 420   | 370   | 338   | 337   | 278   | 268   |

График промене броја становника у току последњих година